# Maravalia aulica
Maravalia aulica är en svampart som först beskrevs av Syd. & P. Syd., och fick sitt nu gällande namn av Y. Ono 1984. Maravalia aulica ingår i släktet Maravalia och familjen Chaconiaceae.   Inga underarter finns listade i Catalogue of Life.